# Museo parrocchiale di Morgex
Il museo parrocchiale di Morgex si trova nella chiesa di Santa Maria Assunta a Morgex, in Valle d'Aosta.

## Descrizione
Il museo parrocchiale è ospitato in fondo alla navata sinistra della chiesa ed è dedicato all'arte sacra.
Tra gli affreschi del XV-XVI secolo sono presentati alcuni oggetti appartenenti al beato Guglielmo de Léaval (Bienheureux Vuillerme de Léaval) che fu parroco di Morgex.
Di particolare interesse una cassetta reliquiario in argento del Quattrocento, un calice, una patena e varie croci astili ritrovati nel sepolcro del beato nel 1687, anno in cui venne riscoperta la sepoltura  ai piedi dell'altare dedicato agli apostoli Filippo e Giacomo e alla Santissima Trinità, in occasione del restauro della chiesa. L'inventario dei ritrovamenti venne redatto dall'arcidiacono di Aosta René Ribitel per conto del vescovo Antoine Philibert Albert Bailly (1605-1691).